# Plantago atrata
La piantaggine nera (Plantago atrata Hoppe, 1799) è una pianta erbacea perenne della famiglia delle Plantaginaceae.

## Etimologia
Il nome generico (Plantago) deriva dalla parola latina "planta" che significa "pianta del piede" e fa riferimento alle piatte foglie basali di questa pianta simili a "piante di un piede". L'epiteto specifico (atrata) deriva dal latino e significa "annerito, vestito di nero, abbrunato" e fa riferimento all'habitus dell'infiorescenza.
Il nome scientifico della specie è stato definito dal micologo, botanico e naturalista tedesco David Heinrich Hoppe (Bruchhausen-Vilsen, 15 dicembre 1760 – Ratisbona, 1º agosto 1846) nella pubblicazione "Bot. Taschenb. Anfänger Wiss. Apothekerkunst 1799: 85" del 1799.

## Descrizione

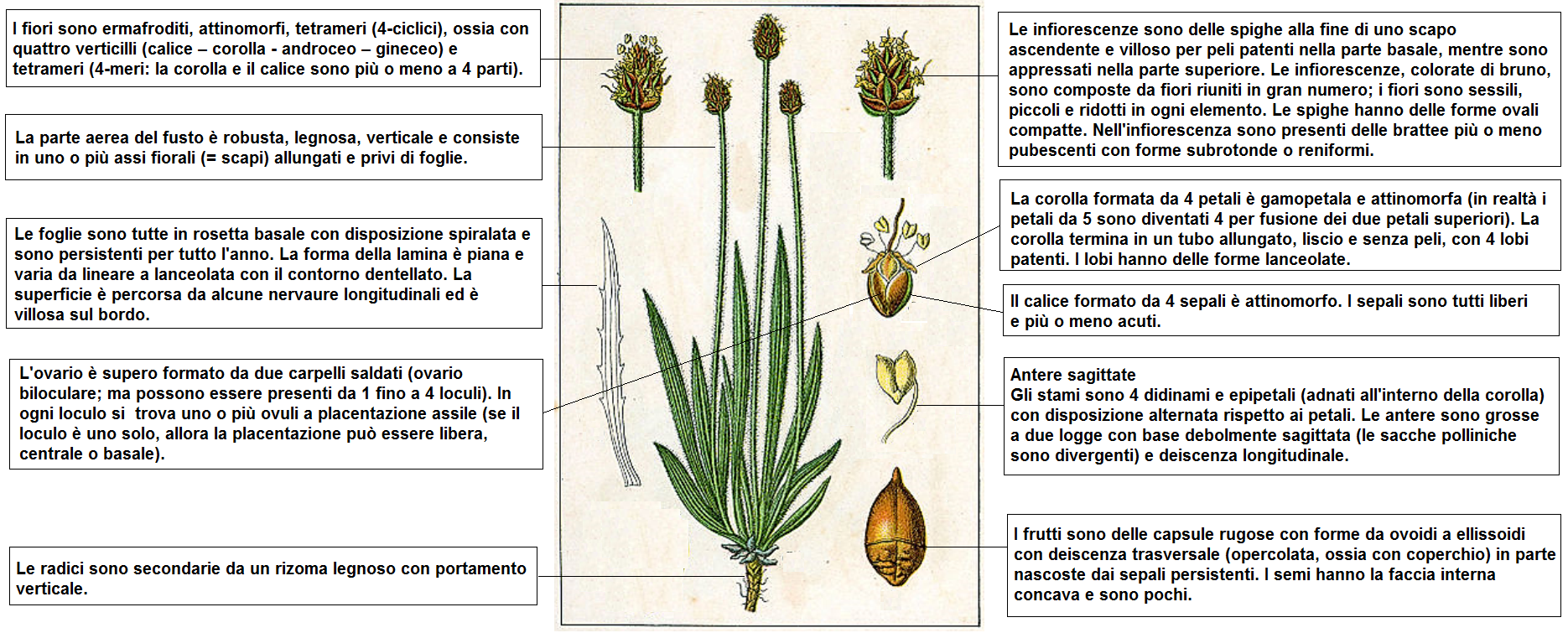
Descrizione delle parti della pianta

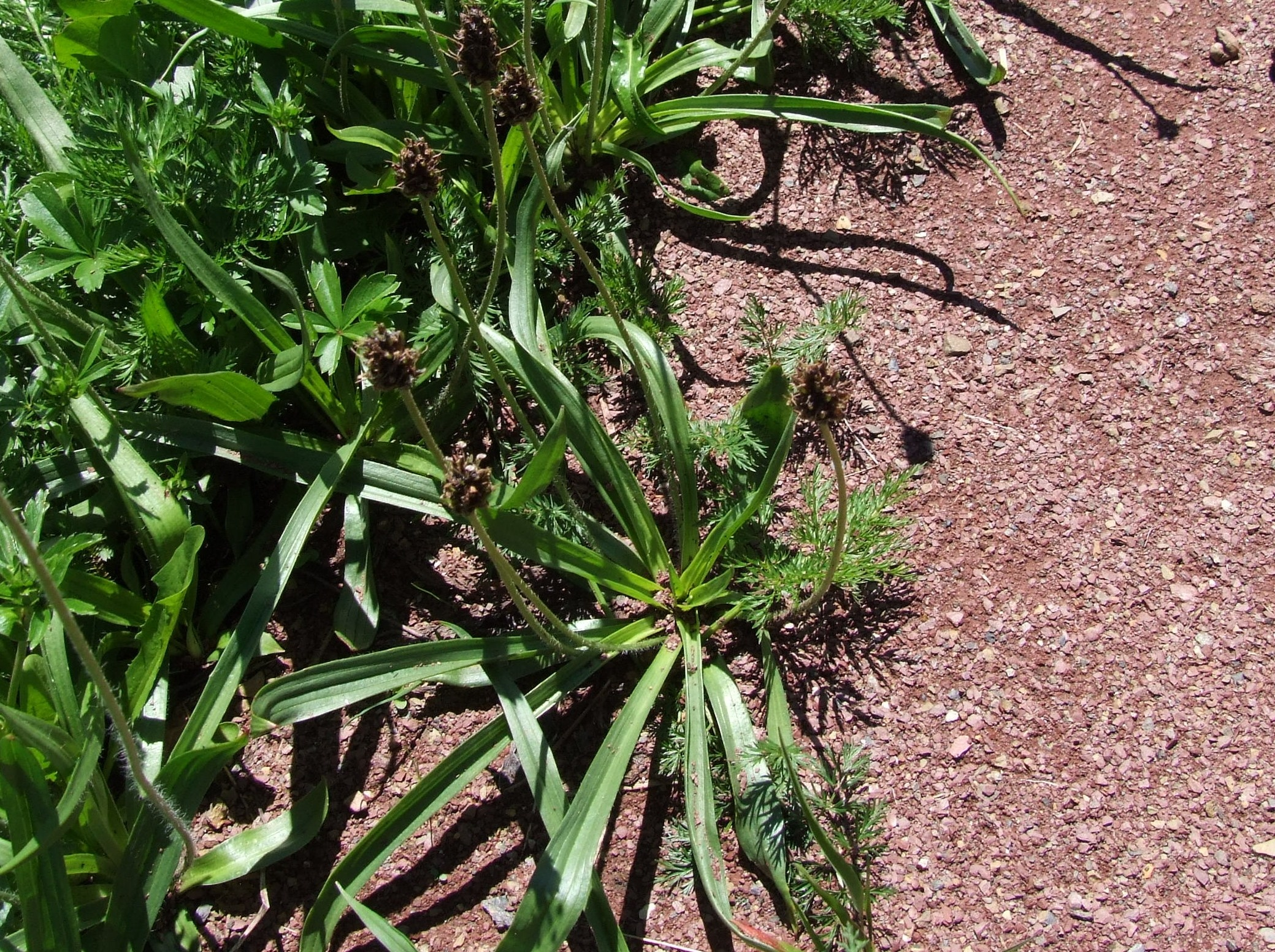
Habitus e habitat

Le piante di questa voce hanno una altezza variabile da 5 a 40 cm. La forma biologica è emicriptofita rosulata (H ros), ossia in generale sono piante erbacee acaule, a ciclo biologico perenne, con gemme svernanti al livello del suolo e protette dalla lettiera o dalla neve e hanno le foglie disposte a formare una rosetta basale. Sono piante proterogine (gli ovuli maturano prima del polline per evitare l'autofecondazione in quanto sono piante soprattutto anemogame). In genere la pubescenza è formata da peli semplici.

### Radici
Le radici sono secondarie da un rizoma legnoso con portamento verticale.

### Fusto
La parte aerea del fusto è robusta, legnosa, verticale e consiste in uno o più assi fiorali (= scapi) allungati e privi di foglie. La superficie è priva di scanalature.

### Foglie
Le foglie sono tutte in rosetta basale con disposizione spiralata e sono persistenti per tutto l'anno. La forma della lamina è piana e varia da lineare a lanceolata con il contorno dentellato. La superficie è percorsa da alcune nervature longitudinali ed è villosa sul bordo. Le stipole sono assenti. 

### Infiorescenza
Le infiorescenze sono delle spighe alla fine di uno scapo ascendente e villoso per peli patenti nella parte basale, mentre sono appressati nella parte superiore. Le infiorescenze, colorate di bruno, sono composte da fiori riuniti in gran numero; i fiori sono sessili, piccoli e ridotti in ogni elemento. Le spighe hanno delle forme ovali compatte. Nell'infiorescenza sono presenti delle brattee più o meno pubescenti con forme subrotonde o reniformi. Dimensione della spiga: larghezza 8 – 9 mm; lunghezza 10 – 20 mm.

### Fiore
I fiori sono ermafroditi, attinomorfi, tetrameri (4-ciclici), ossia con quattro verticilli (calice – corolla - androceo – gineceo) e tetrameri (4-meri: la corolla e il calice sono più o meno a 4 parti).
- Formula fiorale:

X oppure *, K (4-5), [C (2+3) oppure (4), A 2+2 oppure 2] G (2), (supero), capsula.
- Calice: il calice formato da 4 sepali è attinomorfo. I sepali sono tutti liberi e più o meno acuti. Il calice è inoltre persistente. Lunghezza dei sepali: 2,5 - 3,8 mm.
- Corolla: la corolla formata da 4 petali è gamopetala e attinomorfa (in realtà i petali da 5 sono diventati 4 per fusione dei due petali superiori). La corolla termina in un tubo allungato, liscio e senza peli, con 4 lobi patenti. I lobi hanno delle forme lanceolate.
- Androceo: gli stami sono 4 didinami e epipetali (adnati all'interno della corolla) con disposizione alternata rispetto ai petali. Le antere sono grosse a due logge con base debolmente sagittata (le sacche polliniche sono divergenti) e deiscenza longitudinale. Il colore delle antere è bruno-giallastro. I grani pollinici sono tricolporati.
- Gineceo: l'ovario è supero formato da due carpelli saldati (ovario biloculare; ma possono essere presenti da 1 fino a 4 loculi). In ogni loculo si trova uno o più ovuli a placentazione assile (se il loculo è uno solo, allora la placentazione può essere libera, centrale o basale). Gli ovuli hanno un solo tegumento e sono tenuinucellati (con la nocella, stadio primordiale dell'ovulo, ridotta a poche cellule).[12] Lo stilo è unico, filiforme con uno stigma cilindrico o usualmente bilobo (a volte lo stigma è piumoso). Il disco nettario è assente (l'impollinazione è soprattutto anemogama).

### Frutti
I frutti sono delle capsule rugose con forme da ovoidi a ellissoidi con deiscenza trasversale (opercolata, ossia con coperchio) in parte nascoste dai sepali persistenti. I semi hanno la faccia interna concava e sono pochi. I cotiledoni sono paralleli al lato ventrale.

## Riproduzione
- Impollinazione: l'impollinazione avviene in parte tramite insetti (impollinazione entomogama), ma soprattutto tramite il vento (impollinazione anemogama).[7]
- Riproduzione: la fecondazione avviene fondamentalmente tramite l'impollinazione dei fiori (vedi sopra).
- Dispersione: i semi cadendo a terra (dopo essere stati trasportati per alcuni metri dal vento – disseminazione anemocora) sono successivamente dispersi soprattutto da insetti tipo formiche (disseminazione mirmecoria), ma anche da uccelli.[8]

## Tassonomia
La famiglia di appartenenza della specie (Plantaginaceae) comprende 113 generi e 1800 specie (114 generi e 2100 specie o anche 90 generi e 1900 specie secondo altre fonti) ha una distribuzione più o meno cosmopolita ma con molti taxa distribuiti soprattutto nelle zone temperate e nell'areale mediterraneo. Il genere Plantago si compone di oltre 250 specie una trentina delle quali sono presenti nella flora spontanea italiana. All'interno della famiglia Plantaginaceae il genere è descritto nella tribù Plantagineae.
Il genere Plantago è suddiviso in 4 sottogeneri (subg. Plantago; subg. Coronopus (Lam. & DC.) Rahn; subg. Psyllium (Juss.) Harms; subg. Bougueria (Decne) Rahn & Reiche). La specie di questa voce è descritta all'interno del sottogenere Plantago sect. Psyllium insieme ad altre specie come Plantago afra L. e Plantago lanceolata L..
Il numero cromosomico di P. atrata è: 2n = 12 e 24.

### Sottospecie
Per Plantago atrata sono riconosciute come valide la seguenti sottospecie:

#### Subsp.atrata

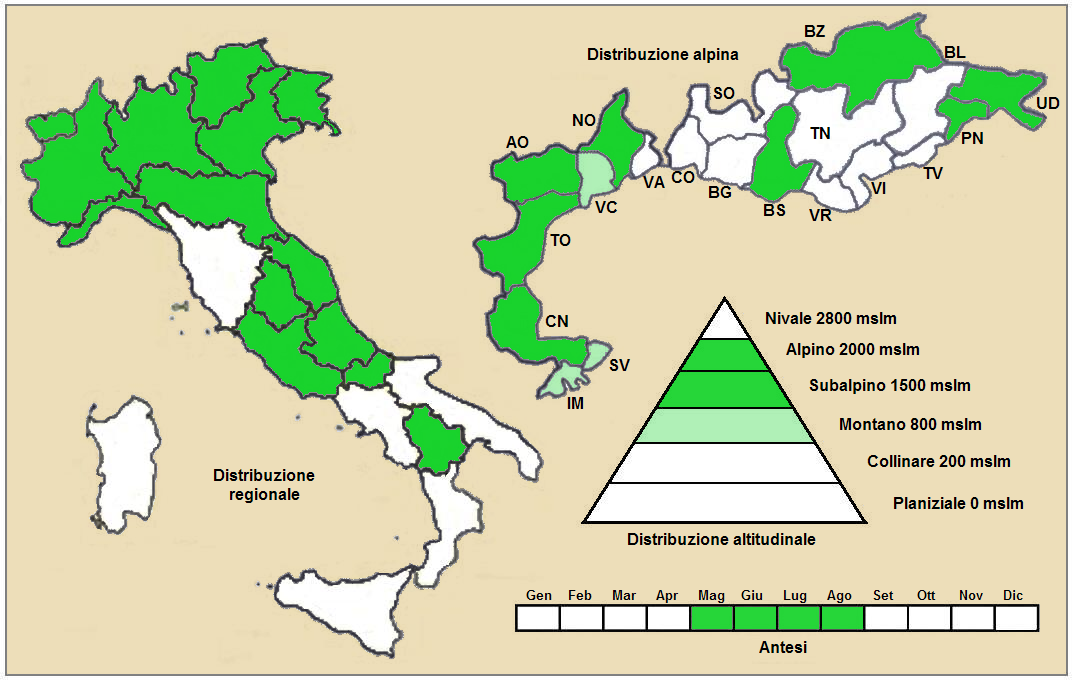
Distribuzione della sottospecie atrata
(Distribuzione regionale – Distribuzione alpina)

- Nome scientifico: Plantago atrata Hoppe subsp. atrata.
- Descrizione:[7] altezza: 5 – 12 cm; foglie: il numero delle nervature è da 3 a 5; la superficie è glabra (più o meno lucida); dimensione delle foglie: larghezza 7 – 10 mm; lunghezza 25 – 50 mm; infiorescenza: le brattee non sono villose sulla carenatura; lunghezza della spiga: 0,5 - 1,5 cm; calice: i sepali non sono carenati; antere: lunghezza 1,5 - 2,5 mm; numero dei semi: 1 o 2.
- Fioritura: da maggio ad agosto.
- Geoelemento: il tipo corologico (area di origine) è Orofita Sud Europeo.
- Distribuzione: in Italia è comune nelle Alpi al Nord (soprattutto a occidente). Fuori dall'Italia, sempre nelle Alpi, questa specie si trova più o meno ovunque. Sugli altri rilievi europei collegati alle Alpi si trova nel Massiccio del Giura, Pirenei Monti Balcani e Carpazi.[19]
- Habitat: l'habitat tipico per questa pianta sono i pascoli alpini e subalpini anche rocciosi. Il substrato preferito è calcareo ma anche calcareo/siliceo con pH neutro, medi valori nutrizionali del terreno che deve essere mediamente umido.[19]
- Distribuzione altitudinale: sui rilievi queste piante si possono trovare da 1500 fino a 2400 m s.l.m.; frequentano quindi i seguenti piani vegetazionali: subalpino, alpino e in parte quello montano.
- Fitosociologia (areale alpino): dal punto di vista fitosociologico alpino Plantago atrata appartiene alla seguente comunità vegetale[19]

Formazione: delle comunità delle praterie rase dei piani subalpino e alpino con dominanza di emicriptofite
Classe: Elyno-Seslerietea variae.
- Fitosociologia (areale italiano): per l'areale completo italiano Plantago atrata appartiene alla seguente comunità vegetale:[20]

Macrotipologia: vegetazione delle praterie.
Classe: Nardetea strictae
Ordine: Nardetalia strictae
Alleanza: Ranunculo pollinensis-nardion strictae
(L'alleanza Ranunculo pollinensis-nardion strictae consiste in praterie mesofile perenni, dense, spesso dominate dalla specie Nardus stricta, che si insedia spesso in stazioni caratterizzate da innevamento prolungato. Queste comunità occupano principalmente le morfologie pianeggianti o debolmente acclivi, quali il fondo delle doline e le vallette nivali, dei piani da montano a ad alpino, dei complessi montuosi dell'Appennino. L'alleanza è endemica dell'Appennino centrale e meridionale.)

#### Subsp.fuscescens

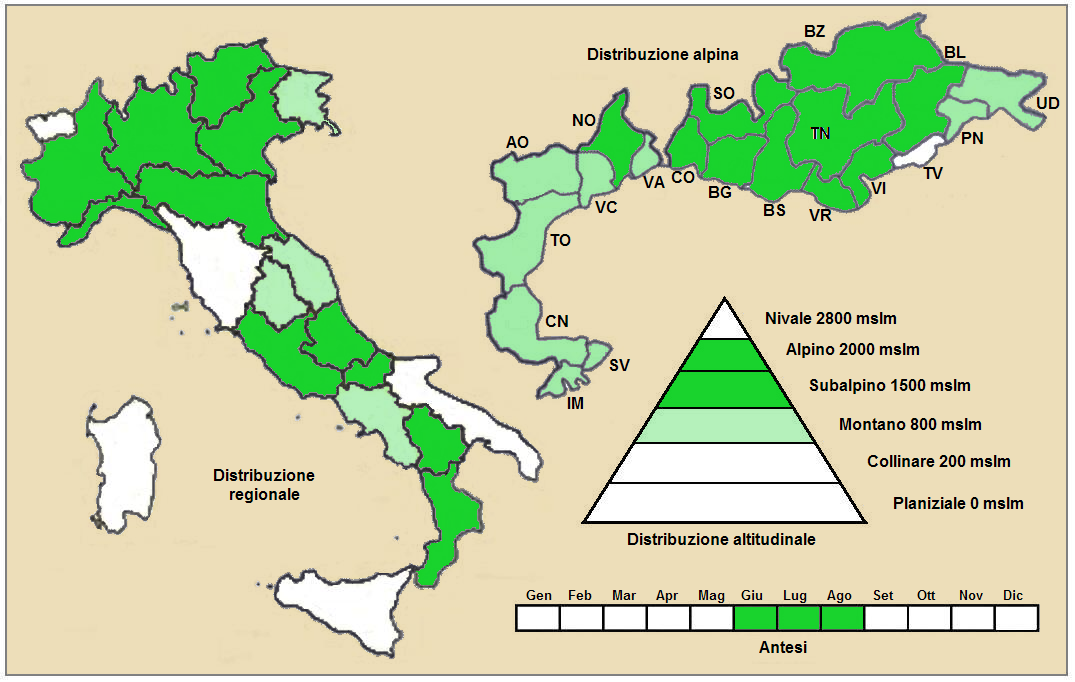
Distribuzione della sottospecie fuscescens
(Distribuzione regionale – Distribuzione alpina)

- Nome scientifico: Plantago atrata Hoppe subsp. fuscescens  (Jord.) Pilger, 1937.
- Basionimo: Plantago fuscescens Jord., 1846.
- Descrizione: (rispetto alla subsp. atrata è più grande e robusta)[7] altezza: 15 – 40 cm; foglie: il numero delle nervature è da 5 a 7; la superficie è villosa; dimensione delle foglie: larghezza 8 – 14 mm; lunghezza 10 – 30 cm; infiorescenza: le brattee sono villose sulla carenatura; lunghezza della spiga: 1 – 3 cm; calice: i sepali laterali sono carenati; antere: lunghezza 3 - 3,5 mm; numero dei semi: unico e molto rugoso.
- Fioritura: da giugno ad agosto.
- Geoelemento: il tipo corologico (area di origine) è Subendemico (Alpico/Apenninico).
- Distribuzione: in Italia è comune nelle Alpi e Appennini dal Nord al Sud. Fuori dall'Italia, sempre nelle Alpi, questa specie si trova solamente in Francia.[19]
- Habitat: l'habitat tipico per questa pianta sono i pascoli aridi e sassosi. Il substrato preferito è calcareo ma anche siliceo con pH neutro, medi valori nutrizionali del terreno che deve essere arido.[19]
- Distribuzione altitudinale: sui rilievi queste piante si possono trovare da 1000 fino a 2500 m s.l.m.; frequentano quindi i seguenti piani vegetazionali: subalpino, alpino e in parte quello montano.
- Fitosociologia (areale alpino): dal punto di vista fitosociologico alpino Plantago atrata appartiene alla seguente comunità vegetale:[19]

Formazione: delle comunità a emicriptofite e camefite delle praterie rase magre secche.
Classe: Festuco-Brometea
Ordine: Ononidetalia striatae
Alleanza: Avenion sempervirentis
- Fitosociologia (areale italiano): per l'areale completo italiano Plantago atrata appartiene alla seguente comunità vegetale:[22]

Macrotipologia: vegetazione sopraforestale criofila e dei suoli crioturbati.
Classe: Salicetea herbaceae
Ordine: Salicetalia herbaceae
Alleanza: Salicion herbaceae
Suballeanza: Armerio majellensis-salicenion herbaceae
(Questa suballeanza è formata da comunità camefitiche ed emicriptofitiche delle vallette nivali. Sono presenti nel termotipo delle montagne più elevate dell'Appennino centrale sia su substrati calcarei (Gran Sasso) che arenacei (Monti della Laga). Le entità di questo gruppo si insediano nel fondo delle piccole depressioni caratterizzate da prolungata copertura nevosa anche per buona parte del periodo estivo e determinano la completa decarbonatazione del suolo. I suoli sono pertanto acidi e profondi nonostante la roccia madre sia carbonatica.)

#### Subsp.carpatica
- Nome scientifico: Plantago atrata Hoppe subsp. carpatica (Soó) Soó, 1940
- Basionimo: Plantago montana subsp. carpatica Soó
- Distribuzione: Europa orientale.

#### Subsp.discolor
- Nome scientifico: Plantago atrata subsp. discolor (Gand.) M. Laínz, 1979
- Basionimo: Plantago discolor Gand.
- Distribuzione: Spagna

#### Subsp.graeca
- Nome scientifico: Plantago atrata subsp. graeca (Halácsy) Holub, 1970
- Basionimo: Plantago graeca Halácsy
- Distribuzione: Cipro e Grecia

#### Subsp.holosericea
- Nome scientifico: Plantago atrata subsp. holosericea (Roem. & Schult.) Holub, 1970
- Basionimo: Plantago holosericea Roem. & Schult.
- Distribuzione: Francia

#### Subsp.spadicea
- Nome scientifico: Plantago atrata subsp. spadicea Pilg., 1937
- Distribuzione: Anatolia e Crimea

#### Subsp.sudetica
- Nome scientifico: Plantago atrata subsp. sudetica (Pilg.) Holub, 1970
- Basionimo: Plantago montana var. sudetica Pilg.
- Distribuzione: Repubblica Ceca

#### Altre varietà
Sandro Pignatti nella Flora d'Italia, relativamente alla voce P. fuscescens (Vol. 2 pag 634), descrive due varietà (non identificate nelle checklist attuali):
- var. tenuis Pilger: con radici allungate e robuste, brattee più grandi, brune al centro e ialine ai bordi la cui distribuzione è relativa alla Majella e al Monte Meta.
- var. pilosula Pilger.: caratterizzata dalla pelosità delle foglie soprattutto ai margini e sulle nervature; distribuzione: dal Trentino alle Alpi Giulie.

### Sinonimi
Questa entità ha avuto nel tempo diverse nomenclature. L'elenco seguente indica alcuni tra i sinonimi più frequenti:
- Plantago montana  Lam.
- Plantago montana subsp. atrata  (Hoppe) Pilg.
- Plantago saxatilis  M. Bieb.

Sinonimi della sottospecie fuscescens
- Plantago fuscescens Jord., 1846

Sinonimi della sottospecie carpatica
- Plantago montana subsp. carpatica Soó
- Plantago montana var. carpathica Pilger

Sinonimi della sottospecie discolor
- Plantago discolor Gand.

Sinonimi della sottospecie graeca
- Plantago graeca Halácsy

Sinonimi della sottospecie holosericea
- Plantago holosericea Roem. & Schult.

Sinonimi della sottospecie sudetica
- Plantago sudetica Pilg.

### Specie simili
Le specie del genere Plantago sono difficili da distinguere una dall'altra. La seguente tabella evidenzia i caratteri più significativi della specie di questa voce con il Gruppo di P. lanceolata (composto dalle specie: P. coronopus, P. macrorrhiza e P. cupani):
- P. atrata: il fusto non è scanalato; la spiga è subsferica; le brattee dell'infiorescenza hanno delle forme subrotonde o reniformi; i sepali del calice sono più o meno liberi.
- Gruppo di P. lanceolata: il fusto è scanalato; la spiga è cilindrica; le brattee dell'infiorescenza hanno delle forme da lanceolate a ovali; i sepali anteriori del calice sono saldati fra di loro.

## Altre notizie
La piantaggine nera in altre lingue è chiamata nei seguenti modi:
- (DE)  Berg-Wegerich
- (FR)  Plantain noiràtre
- (EN)  Mountain Plantain